# Del Mar Heights
Del Mar Heights és una concentració de població designada pel cens dels Estats Units a l'estat de Texas. Segons el cens del 2000 tenia 259 habitants.

## Demografia
Segons el cens del 2000, Del Mar Heights tenia 259 habitants, 61 habitatges, i 53 famílies. La densitat de població era de 256,4 habitants per km².
Dels 61 habitatges en un 63,9% hi vivien nens de menys de 18 anys, en un 59% hi vivien parelles casades, en un 27,9% dones solteres, i en un 11,5% no eren unitats familiars. En l'11,5% dels habitatges hi vivien persones soles el 4,9% de les quals corresponia a persones de 65 anys o més que vivien soles. El nombre mitjà de persones vivint en cada habitatge era de 4,25 i el nombre mitjà de persones que vivien en cada família era de 4,63.
Per edats la població es repartia de la següent manera: un 45,6% tenia menys de 18 anys, un 10,4% entre 18 i 24, un 27,8% entre 25 i 44, un 10% de 45 a 60 i un 6,2% 65 anys o més.
L'edat mediana era de 20 anys. Per cada 100 dones de 18 o més anys hi havia 90,5 homes.
Entorn del 60,4% de les famílies i el 66,9% de la població estaven per davall del llindar de pobresa.

## Poblacions més properes
El següent diagrama mostra les poblacions més properes.